# ストリートファイターII' TURBO
『ストリートファイターII' TURBO』（ストリートファイターツー ダッシュ ターボ、英題：Street Fighter II' HYPER FIGHTING）は、カプコン制作の対戦型格闘ゲームであり、『ストリートファイターII'』（以下：『II'』）のバージョンアップ版にあたる。
1992年12月より稼働。
当初、本作はアメリカのみの発売で日本での発売の予定がなかった。アメリカでは基板に周辺機器を取り付けることで、処理速度を約1.5倍に高めることができるものがあり、それの対策と言われている。『ストリートファイターII』から『II'』へ改良された時ほどではないが、さらに対戦のバランス調整に手が加えられているためキャラクターの強さは『II'』の時と違っている。外見より内容の洗練に力を入れたマイナーチェンジ版。『ゲーメスト』増刊『スーパーストリートファイターII』ムックの開発者コメントには「開発開始は次の『スーパーストリートファイターII』の方が先であった」とある。
当時同時押しキャンセルというテクニックが発見され、相手に行動の余地を与えずに技と技をつなぐ一つの強力なコンボ（連続攻撃）が使われるようになった。
『II'』から一部キャラクターに新必殺技を追加、キャラクター間のバランスが調整され、ゲーム全体のスピードが高速化された。また、本作以降は全体的に攻撃力が低めに調整されるようになった。本作のみベガ以外のキャラクターは2Pカラー（『II'』のものとも異なる）がデフォルトとなっている。
ゲーム誌『ゲーメスト』（新声社）誌上で行われていた「第7回ゲーメスト大賞」において大賞6位および特別賞を獲得、その他にベスト対戦格闘賞で5位、プレイヤー人気で1位、ベストインカムで1位、年間ヒットゲームで1位を獲得した。

## 登場キャラクター
- リュウ（RYU）
- ケン（KEN）
- エドモンド本田（E.HONDA）
- 春麗（CHUN-LI）
- ブランカ（BLANKA）
- ザンギエフ（ZANGIEF）
- ガイル（GUILE）
- ダルシム（DHALSIM）
- M・バイソン（M.BISON）
- バルログ（BALROG）
- サガット（SAGAT）
- ベガ（VEGA）

## 開発
本作は、『ストリートファイターII'』の海賊版、特に『ストリートファイターII レインボー』対策のために作られたバージョンといわれる。
西谷亮は『II' TURBO』の開発にはかかわっていないとしつつも、当初ゲームスピードの高速化には反対していたが、いざ遊んでみたら刺激的だったとゲーム文化保存研究所・所長の大堀康祐との対談の中で明かしている。

### スタッフ
- プランナー：NIN（西谷亮）、AKIMAN（あきまん）
- キャラクターデザイナー：S.Y（山下智）、IKUSAN.Z（中山郁夫）、SHO（岡野正衛）、ERICHAN（中村会里）、PIGMON、KATURAGI（陰山みずほ）、MAK!!、MANBOU（新谷さゆり）、BALLBOY、KURISAN（栗原明美）、Q KYOKU、MIKIMAN（城戸美樹）、TANUKI（西尾仁志）、YAMACHAN、S・TAING（坂下眞司）、NISSUI（西辻朝枝）、BUPPO（小林美保）、ZIGGY（さかもとようこ）、ZUMMY、NAKAMURA、OKAZAKI
- プログラマー：SHIN.（上山真一）、MARINA、MACCHAN、ECCHRO!!（江城元秀）
- サウンド：SHIMO-P.（下村陽子）、OYAJI-OYAJI（阿部功）
- デザインサポート：D.JAMES
- スペシャルサンクス：CBX（新井幸雄）、POO（船水紀孝）、KANEKON（金子清巳）、SHONO.（醤野貴至）、HIRAKIN.、NAC KAI、ERLINGR OGACHY、ZENJI.、SUPER・CHEAP・JOE

## 移植版
スーパーファミコン
『ストリートファイターIIターボ』として1993年7月10日発売。全世界で410万本（うち日本国内は約210万本）を売り上げた。
前作のマイナーチェンジ。前作を超える20MBitロムカセットを採用した。
「ノーマルモード」を選ぶとアーケード版の『II'』仕様になり、「ターボモード」を選ぶと『II' TURBO』仕様になる。速度が変えられるのはターボモードのみ。前作に近い速度が1、アーケード版に近い速度は3。「ターボモード」のゲームスピードは、星1個が増えるごとに0.1倍速ずつ増える。星4個は1.4倍速、星10個は2倍速になる。
また、前作に引き続き隠しコマンドが導入されており、速度設定の追加（デフォルト時は0 - 4の5段階で解禁後は0 - 10まで11段階設定可能）や、必殺技の使用の制限、対戦モードで使用する技を制限することができる。
CMは『II』と同様、実写CMであり、ロケはタイのバンコクで撮影し、春麗は水野美紀、ベガは軍司眞人、ガイルはジェフ・ライベングッドが演じた。CMソングは『II』同様、筋肉少女帯が担当した『1,000,000人の少女』である。
バーチャルコンソールでWii向けに2007年8月10日に配信開始。また、同様に2014年6月25日にはWii U向けに、2016年7月20日にはNewニンテンドー3DS向けに配信開始。
メガドライブ
『ストリートファイターIIダッシュプラス』として1993年9月28日発売。全世界での販売本数は165万本。
24MBitロムカセット採用。容量の増加により『II' TURBO』までの家庭用への移植では唯一、オープニングデモのストリートファイトのシーンが再現されていた。
当初はPCエンジン版『II'』と同時期に「ストリートファイターIIダッシュ」として発表されたが、公開された画面写真は画面上部の背景部分が黒くカットされ、その部分に体力ゲージやキャラクター名が表示されていた。その後、販売時期を延期し当初の予定よりも大容量のROMへと変更の上、他機種版と同様の画面構成に作り直し、家庭用ゲーム機向け移植版の中では最後発となったものの、ゲーム内容は『II'』の移植から、スーパーファミコン版『ターボ』とほとんど同じものへと変更されたことから商品名を『ダッシュプラス』とした。本作の発売に先駆けて同年1月には6ボタンパッドも発売された。従来の3ボタンパッドでもプレイ可能だが、その際は、スタートボタンを押して弱 - 強のパンチ、キックに切り替えるシステムとなっている。これにより、3ボタンパッドではポーズをかけることができない。
スーパーファミコン版での「ノーマルモード」を「ダッシュモード」、「ターボモード」を「エキサイトモード」と呼ぶ以外はほぼ同じ。スーパーファミコン版『TURBO』では裏技でのみ速度を10段階まで選択できたが、本作のエキサイトモードでは最初から10段階まで選択できるほか、隠しコマンドでダッシュモードでも速度変更が可能になる。
CMでは、CMデビュー作となったセイン・カミュがバルログを演じた。またソフトに付属しているアンケートはがきを応募をすると、『ダッシュプラス』のTVコマーシャルメイキングビデオが当たるキャンペーンが行われていた。
バーチャルコンソールでWii向けに2008年7月29日に配信開始
2019年9月19日にはセガゲームスが自ら手掛けた復刻系ゲーム機・メガドライブ ミニにプリインストール（本体にあらかじめインストール）される42作品の一つとして収録された。メガドライブミニ開発スタッフの奥成洋輔は同作を収録した理由について、「せっかく6ボタンあるコントローラなのだから、いつでも遊べる対戦格闘ゲームの金字塔としてあるべきだと判断して収録させていただいたものです」とファミ通とのインタビューの中で明かしている。
2023年4月19日には『セガ メガドライブ for Nintendo Switch Online』収録ソフトの一つとして配信開始。
Xbox 360
Street Fighter II' Hyper FightingとしてアメリカなどのXbox Live アーケードで配信されているソフト。ダウンロード数はLiveアーケード1位の3万本を記録。ネット通信対戦対応。日本向けには配信されていない。